# Right Now Kapow
A Right Now Kapow egy animációs sorozat, melyet a Warner Bros. Animation  gyártott a Disney XD-nek. Ez az első együtt működés a Warner Bros. Animation és a Disney XD között. 
Amerikába 2016. szeptember 19-én volt a premierje. Magyarországon még nem mutatták be.
A sorozat alkotói Justin Becker és Marly Halpern-Graser, akik korábban dolgoztak egy Cartoon Network produkción, aminek a címe MAD amit Magyarországon nem mutattak be.

## Szereplők
| Szereplő  | Eredeti hang      |
| --------- | ----------------- |
| Dog       | Michael Blaiklock |
| Candy     | Alana Johnston    |
| Ice Cream | Kyle Kinane       |
| Diamond   | Emily Maya Mills  |
| Plant     | Betsy Sodaro      |
| Moon      | Baron Vaughn      |

## Epizódok
| #   | Eredeti cím                   | Magyar cím | Rendezte                                                                            | Írta | Eredeti premie       | Magyar premier |
| --- | ----------------------------- | ---------- | ----------------------------------------------------------------------------------- | --- | -------------------- | -------------- |
| 1.  | Victory Speech                |            | Devin Flynn & Sean Petrilak                                                         | Justin Becker, Jose Campbell, Steve Clemmons, Bryan Condon & Marly Halpern-Graser                                      | 2016. szeptember 19. |                |
| 1.  | Magic Chair                   |            | Devin Flynn & Sean Petrilak                                                         | Justin Becker, Jose Campbell, Steve Clemmons, Bryan Condon & Marly Halpern-Graser                                      | 2016. szeptember 19. |                |
| 2.  | Bash Master                   |            | Devin Flynn & Mark Marek                                                            | Justin Becker, Jose Campbell, Steve Clemmons, Bryan Condon & Marly Halpern-Graser                                      | 2016. szeptember 20. |                |
| 2.  | All's Well                    |            | Devin Flynn & Mark Marek                                                            | Justin Becker, Jose Campbell, Steve Clemmons, Bryan Condon & Marly Halpern-Graser                                      | 2016. szeptember 20. |                |
| 3.  | R&B                           |            | Devin Flynn                                                                         | Justin Becker, Jose Campbell, Steve Clemmons, Bryan Condon & Marly Halpern-Graser                                      | 2016. szeptember 21. |                |
| 3.  | The Sphinx                    |            | Devin Flynn                                                                         | Justin Becker, Jose Campbell, Steve Clemmons, Bryan Condon & Marly Halpern-Graser                                      | 2016. szeptember 21. |                |
| 4.  | Crime Scene                   |            | Devin Flynn, Ken Mcintyre & Sean Petrilak                                           | Justin Becker, Jose Campbell, Steve Clemmons, Bryan Condon & Marly Halpern-Graser                                      | 2016. szeptember 26. |                |
| 4.  | The Bulkbodies                |            | Devin Flynn, Ken Mcintyre & Sean Petrilak                                           | Justin Becker, Jose Campbell, Steve Clemmons, Bryan Condon & Marly Halpern-Graser                                      | 2016. szeptember 26. |                |
| 5.  | Pied Piper                    |            | Mark Marek, Ken Mcintyre, & Sean Petrilak                                           | Justin Becker, Jose Campbell, Steve Clemmons, Bryan Condon & Marly Halpern-Graser                                      | 2016. október 3.     |                |
| 5.  | Monster House Roommate        |            | Mark Marek, Ken Mcintyre, & Sean Petrilak                                           | Justin Becker, Jose Campbell, Steve Clemmons, Bryan Condon & Marly Halpern-Graser                                      | 2016. október 3.     |                |
| 6.  | Sir Anthony                   |            | Sean Petrilak                                                                       | Justin Becker, Josie Campbell, Steve Clemmons, Bryan Condon, Marly Halpern-Graser & Sam West                           | 2016. október 10.    |                |
| 6.  | Truth or Dare                 |            | Sean Petrilak                                                                       | Justin Becker, Josie Campbell, Steve Clemmons, Bryan Condon, Marly Halpern-Graser & Sam West                           | 2016. október 10.    |                |
| 7.  | The Expedition                |            | Devin Flynn & Sean Petrilak                                                         | Justin Becker, Josie Campbell, Steve Clemmons, Bryan Condon, Marly Halpern-Graser & Sam West                           | 2016. október 17.    |                |
| 7.  | The Blues                     |            | Devin Flynn & Sean Petrilak                                                         | Justin Becker, Josie Campbell, Steve Clemmons, Bryan Condon, Marly Halpern-Graser & Sam West                           | 2016. október 17.    |                |
| 8.  | Mirage                        |            | Ken McIntyre                                                                        | Justin Becker, Josie Campbell, Steve Clemmons, Bryan Condon, Marly Halpern-Graser & Chris Sartinsky                    | 2016. október 24.    |                |
| 8.  | Hansel Und Gretel             |            | Ken McIntyre                                                                        | Justin Becker, Josie Campbell, Steve Clemmons, Bryan Condon, Marly Halpern-Graser & Chris Sartinsky                    | 2016. október 24.    |                |
| 9.  | Invisible Girlfriend          |            | Devin Flynn                                                                         | Justin Becker, Josie Campbell, Steve Clemmons, Bryan Condon, Marly Halpern-Graser & Chris Sartinsky                    | 2016. november 28.   |                |
| 9.  | College Prank War             |            | Devin Flynn                                                                         | Justin Becker, Josie Campbell, Steve Clemmons, Bryan Condon, Marly Halpern-Graser & Chris Sartinsky                    | 2016. november 28.   |                |
| 10. | Ugly Earthlings               |            | Bryan Newton                                                                        | Justin Becker, Josie Campbell, Steve Clemmons, Bryan Condon, Marly Halpern-Graser & Chris Sartinsky                    | 2016. december 12.   |                |
| 10. | The Dolphin                   |            | Bryan Newton                                                                        | Justin Becker, Josie Campbell, Steve Clemmons, Bryan Condon, Marly Halpern-Graser & Chris Sartinsky                    | 2016. december 12.   |                |
| 11. | Innocence of a Child          |            | Ken McIntyre                                                                        | Justin Becker, Josie Campbell, Steve Clemmons, Bryan Condon, Marly Halpern-Graser & Sam West                           | 2017. január 9.      |                |
| 11. | Story of a Life Boat          |            | Ken McIntyre                                                                        | Justin Becker, Josie Campbell, Steve Clemmons, Bryan Condon, Marly Halpern-Graser & Sam West                           | 2017. január 9.      |                |
| 12. | Dragon Riders                 |            | Devin Flynn & Ken Mcintyre                                                          | Justin Becker, Josie Campbell, Steve Clemmons, Bryan Condon & Marly Halpern-Graser                                     | 2017. január 9.      |                |
| 12. | Time Traveling Tourists       |            | Devin Flynn & Ken Mcintyre                                                          | Justin Becker, Josie Campbell, Steve Clemmons, Bryan Condon & Marly Halpern-Graser                                     | 2017. január 9.      |                |
| 13. | Beach Detectives              |            | Ken McIntyre, Bryan Newton & Sean Petrilak                                          | Justin Becker, Josie Campbell, Steve Clemmons, Bryan Condon, Marly Halpern-Graser & Sam West                           | 2017. január 9.      |                |
| 13. | All Hands on Deck             |            | Ken McIntyre, Bryan Newton & Sean Petrilak                                          | Justin Becker, Josie Campbell, Steve Clemmons, Bryan Condon, Marly Halpern-Graser & Sam West                           | 2017. január 9.      |                |
| 14. | Sketchy Genie                 |            | Devin Flynn, Ken Mcintyre, Bryan Newton & Mike Nordstrom                            | Justin Becker, Josie Campbell, Steve Clemmons, Bryan Condon, Marly Halpern-Graser & Chirs Sartinsky                    | 2017. január 9.      |                |
| 14. | Cat Man Has Nine Lives        |            | Devin Flynn, Ken Mcintyre, Bryan Newton & Mike Nordstrom                            | Justin Becker, Josie Campbell, Steve Clemmons, Bryan Condon, Marly Halpern-Graser & Chirs Sartinsky                    | 2017. január 9.      |                |
| 15. | Secret Baseland               |            | Ken Mcinytre                                                                        | Justin Becker, Josie Campbell, Steve Clemmons, Bryan Condon & Marly Halpern-Graser                                     | 2017. május 20.      |                |
| 15. | One Man Band                  |            | Ken Mcinytre                                                                        | Justin Becker, Josie Campbell, Steve Clemmons, Bryan Condon & Marly Halpern-Graser                                     | 2017. május 20.      |                |
| 16. | Prank School                  |            | Devin Flynn & Mike Nordstrom                                                        | Justin Becker, Josie Campbell, Steve Clemmons, Bryan Condon, Marly Halpern-Graser & Jocelyn Richard                    | 2017. május 21.      |                |
| 16. | Apple Seed vs. Bunyan         |            | Devin Flynn & Mike Nordstrom                                                        | Justin Becker, Josie Campbell, Steve Clemmons, Bryan Condon, Marly Halpern-Graser & Jocelyn Richard                    | 2017. május 21.      |                |
| 17. | All Hands on Deck             |            | Devin Flynn, Mark Marek, Ken Mcinytre, Bryan Newton, Mike Nordstrom & Sean Petrilak | Justin Becker, Josie Campbell, Steve Clemmons, Bryan Condon & Marly Halpern-Graser                                     | 2017. május 22.      |                |
| 17. | Haunted Demolished House      |            | Devin Flynn, Mark Marek, Ken Mcinytre, Bryan Newton, Mike Nordstrom & Sean Petrilak | Justin Becker, Josie Campbell, Steve Clemmons, Bryan Condon & Marly Halpern-Graser                                     | 2017. május 22.      |                |
| 18. | Sandman and Tooth Fairy       |            | Ken Mcinytre                                                                        | Georgie Aldaco, Justin Becker, Josie Campbell, Steve Clemmons, Bryan Condon, Marly Halpern-Graser & Sam West           | 2017. május 23.      |                |
| 18. | Good Cop, Bad Cop, Other Cops |            | Ken Mcinytre                                                                        | Georgie Aldaco, Justin Becker, Josie Campbell, Steve Clemmons, Bryan Condon, Marly Halpern-Graser & Sam West           | 2017. május 23.      |                |
| 19. | Conscience                    |            | Ken Mcinytre & Mike Nordstrom                                                       | Justin Becker, Josie Campbell, Steve Clemmons, Bryan Condon, Marly Halpern-Graser & Asterios Kokkinds                  | 2017. május 24.      |                |
| 19. | All You Can Eat               |            | Ken Mcinytre & Mike Nordstrom                                                       | Justin Becker, Josie Campbell, Steve Clemmons, Bryan Condon, Marly Halpern-Graser & Asterios Kokkinds                  | 2017. május 24.      |                |
| 20. | Company Teamwork              |            | Ken Mcinytre & Mike Nordstrom                                                       | Justin Becker, Josie Campbell, Steve Clemmons, Bryan Condon, Marly Halpern-Graser, Asterios Kokkinds & Jocelyn Richard | 2017. május 25.      |                |
| 20. | Body Switch                   |            | Ken Mcinytre & Mike Nordstrom                                                       | Justin Becker, Josie Campbell, Steve Clemmons, Bryan Condon, Marly Halpern-Graser, Asterios Kokkinds & Jocelyn Richard | 2017. május 25.      |                |
| 21. | Ponce De Leon                 |            | Mike Nordstrom                                                                      | Justin Becker, Josie Campbell, Steve Clemmons, Bryan Condon, Marly Halpern-Graser, Asterios Kokkinds & Chirs Sartinsky | 2017. május 26.      |                |
| 21. | Road Gang                     |            | Mike Nordstrom                                                                      | Justin Becker, Josie Campbell, Steve Clemmons, Bryan Condon, Marly Halpern-Graser, Asterios Kokkinds & Chirs Sartinsky | 2017. május 26.      |                |
| 22. | Keeping up With the Ramses    |            | Devin Flynn & Ken Mcinytre                                                          | Georgie Aldaco, Justin Becker, Josie Campbell, Steve Clemmons, Bryan Condon & Marly Halpern-Graser                     | 2017. május 27.      |                |
| 22. | Assimilate                    |            | Devin Flynn & Ken Mcinytre                                                          | Georgie Aldaco, Justin Becker, Josie Campbell, Steve Clemmons, Bryan Condon & Marly Halpern-Graser                     | 2017. május 27.      |                |
| 23. | The Infinite Library          |            | Ken Mcinytre, Bryan Newton & Mike Nordstrom                                         | Georgie Aldaco, Justin Becker, Josie Campbell, Steve Clemmons, Bryan Condon, Marly Halpern-Graser & Asterios Kokkinds  | 2017. május 28.      |                |
| 23. | Unfinished Business           |            | Ken Mcinytre, Bryan Newton & Mike Nordstrom                                         | Georgie Aldaco, Justin Becker, Josie Campbell, Steve Clemmons, Bryan Condon, Marly Halpern-Graser & Asterios Kokkinds  | 2017. május 28.      |                |
| 24. | The Devil's Gold Banjo        |            | Ken Mcinytre & Mike Nordstrom                                                       | Justin Becker, Josie Campbell, Steve Clemmons, Bryan Condon, Marly Halpern-Graser & Thomas O'Donnel                    | 2017. május 29.      |                |
| 24. | Jack in the Box               |            | Ken Mcinytre & Mike Nordstrom                                                       | Justin Becker, Josie Campbell, Steve Clemmons, Bryan Condon, Marly Halpern-Graser & Thomas O'Donnel                    | 2017. május 29.      |                |
| 25. | Radical Mutants               |            | Mike Nordstrom                                                                      | Justin Becker, Josie Campbell, Steve Clemmons, Bryan Condon, Marly Halpern-Graser, Thomas O'Donnel & Daniel Scheinert  | 2017. május 30.      |                |
| 25. | My Fair Peasant               |            | Mike Nordstrom                                                                      | Justin Becker, Josie Campbell, Steve Clemmons, Bryan Condon, Marly Halpern-Graser, Thomas O'Donnel & Daniel Scheinert  | 2017. május 30.      |                |
| 26. | Nannies                       |            | Ken Mcinytre & Mike Nordstrom                                                       | Georgie Aldaco, Justin Becker, Josie Campbell, Steve Clemmons, Bryan Condon, Marly Halpern-Graser & Chirs Sartinsky    | 2017. május 31.      |                |
| 26. | Forces of Darkness            |            | Ken Mcinytre & Mike Nordstrom                                                       | Georgie Aldaco, Justin Becker, Josie Campbell, Steve Clemmons, Bryan Condon, Marly Halpern-Graser & Chirs Sartinsky    | 2017. május 31.      |                |